# Exotica (Martin Denny)
Exotica è il primo album di Martin Denny, pubblicato nel 1957.

## Il disco
Principalmente ricordato per la presenza di Quiet Village, una cover di Les Baxter che sarebbe la traccia più famosa di Martin Denny, Exotica venne registrato in mono nel mese di dicembre del 1956 nello studio di Webley Edwards a Waikiki (e non, come viene riportato erroneamente, presso l'Aluminium Dome dell'Hawaiian Village Complex di Henry J. Kaiser) e una seconda volta in stereo due anni dopo (in tale circostanza però, Arthur Lyman venne sostituito da Julius Wechter). Nel 1959, l'album si piazzò in cima alle classifiche di Billboard. Dall'album prende il nome il genere musicale exotica. Denny preferiva la versione mono dell'album in quanto trasmetteva "la scintilla originaria, l'eccitazione, la sensazione che stavamo aprendo nuovi orizzonti." La copertina raffigura un primo piano del volto di Sandy Warner.

## Formazione
- Martin Denny – pianoforte
- Arthur Lyman – vibrafono, xilofono, percussioni
- John Kramer – contrabbasso
- Augie Colon – bongo, conga, effetti sonori
- Harold Chang – percussioni
- Bob Lang – ingegnere del suono

## Tracce
1. Quiet Village – 3:39 (Les Baxter)
2. Return to Paradise – 2:19 (Dimitri Tiomkin, Ned Washington)
3. Hong Kong Blues – 2:15 (Hoagy Carmichael)
4. Busy Port – 2:50 (Les Baxter)
5. Lotus Land – 2:22 (Cyril Scott)
6. Similau – 1:57 (Arden Clar, Harry Coleman)
7. Stone God – 3:07 (Les Baxter)
8. Jungle Flower – 1:46 (Les Baxter)
9. China Nights – 2:01 (Nobuyuki Takeoka)
10. Ah Me Furi – 2:08 (Gil Baumgart)
11. Waipio – 3:11 (Francis Brown)
12. Love Dance – 2:29 (Les Baxter)